# Ácido cítrico
El ácido cítrico (nombre IUPAC: ácido 3-carboxi-3-hidroxipentanodioico) es un ácido orgánico tricarboxílico, presente en la mayoría de las frutas, sobre todo en cítricos como el limón, la naranja y la mandarina. Su fórmula molecular es C6H8O7.
Es un buen conservador y antioxidante natural que se añade industrialmente como aditivo alimentario en el procesado y envasado de muchos alimentos, como las conservas de vegetales enlatadas.[cita requerida]
En bioquímica, aparece como un metabolito intermediario en el ciclo de los ácidos tricarboxílicos, proceso realizado por la mayoría de los seres vivos.

## Características

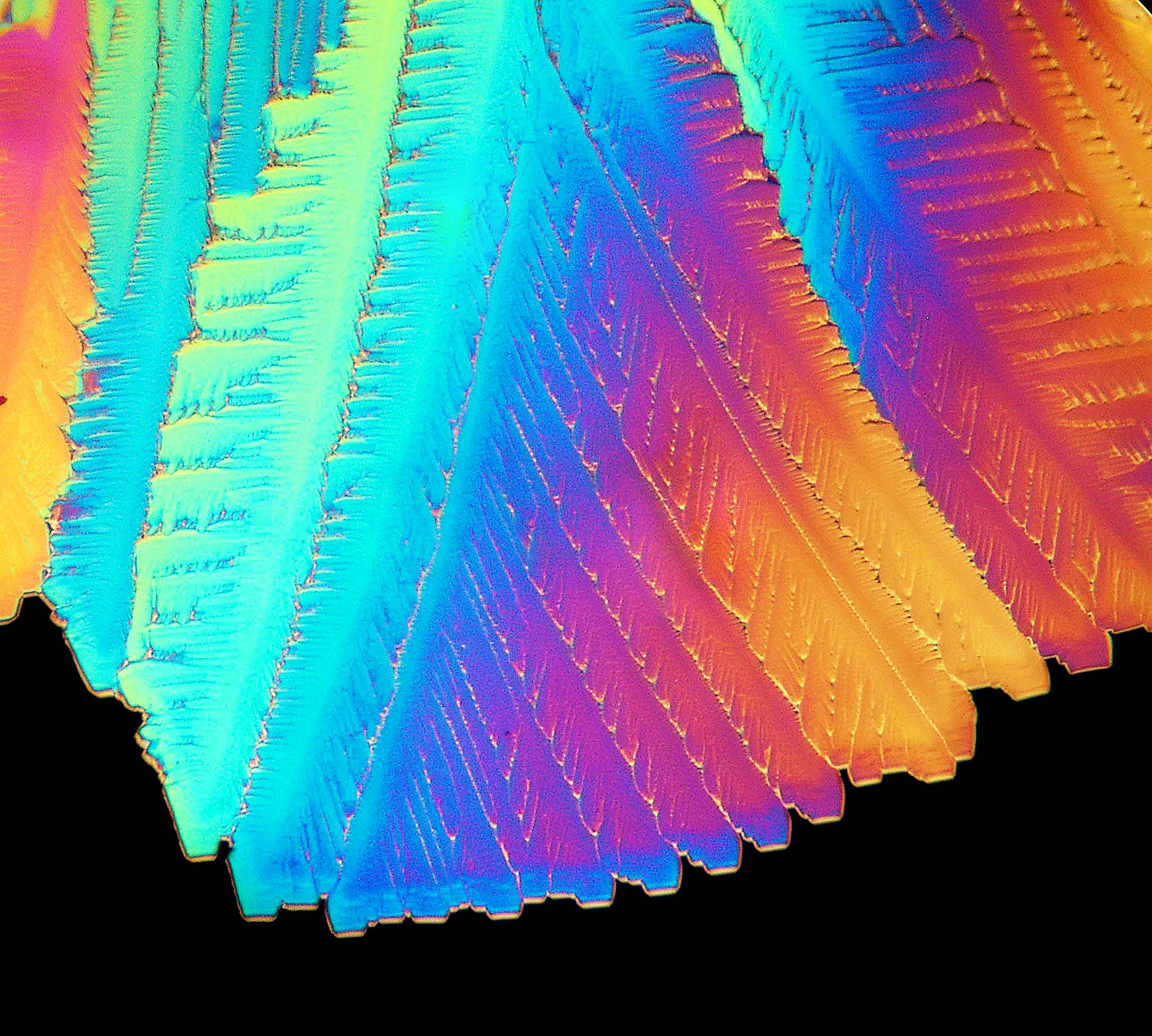
Cristales de ácido cítrico bajo luz polarizada, aumento de 200x.

Las propiedades físicas del ácido cítrico se resumen en la tabla de la derecha. La acidez del ácido cítrico es debida a los tres grupos carboxilos -COOH que pueden perder un protón en las soluciones. Si sucede esto, se produce un ion citrato. Los citratos son unos buenos controladores del pH de soluciones básicas.
Los iones citrato forman sales con muchos iones metálicos. El ácido cítrico es un polvo cristalino blanco. Puede existir en una forma anhidra (sin agua), o como monohidrato que contenga una molécula de agua por cada molécula de ácido cítrico. La forma anhidra se cristaliza en el agua caliente, mientras que la forma monohidrato cristaliza en agua fría. El monohidrato se puede convertir a la forma anhidra calentándolo sobre 74 °C.
El ácido cítrico comparte las características químicas de otros ácidos carboxílicos. Cuando se calienta a más de 175 °C, se descompone produciendo dióxido de carbono y agua.

## Historia
El descubrimiento del ácido cítrico se atribuye al alquimista islámico Ŷabir ibn Hayyan en el siglo octavo después de Cristo [cita requerida]. Los eruditos medievales en Europa conocían la naturaleza ácida de los zumos de limón y de lima; tal conocimiento se registra en la enciclopedia Speculum Majus, en el siglo XIII, recopilado por Vincent de Beauvais [cita requerida]. El ácido cítrico fue el primer ácido aislado en 1784 por el químico sueco Carl Wilhelm Scheele, quien lo cristalizó a partir del jugo del limón [cita requerida]. La producción industrial del ácido cítrico comenzó en 1860, a partir de la industria italiana de los frutos cítricos. [cita requerida]
En 1893, C. Wehmer descubrió que cultivos de penicillium podían producir ácido cítrico a partir de la sacarosa molecular. Sin embargo, la producción microbiana del ácido cítrico no llegó a ser industrialmente importante hasta la Primera Guerra Mundial que interrumpió las exportaciones italianas de limones. En 1917, el químico americano James Currie descubrió que ciertos cultivos de Aspergillus niger podían ser productores eficientes de ácido cítrico, y dos años más tarde Pfizer comenzó la producción a escala industrial usando esta técnica. [cita requerida]

## Presencia en la naturaleza

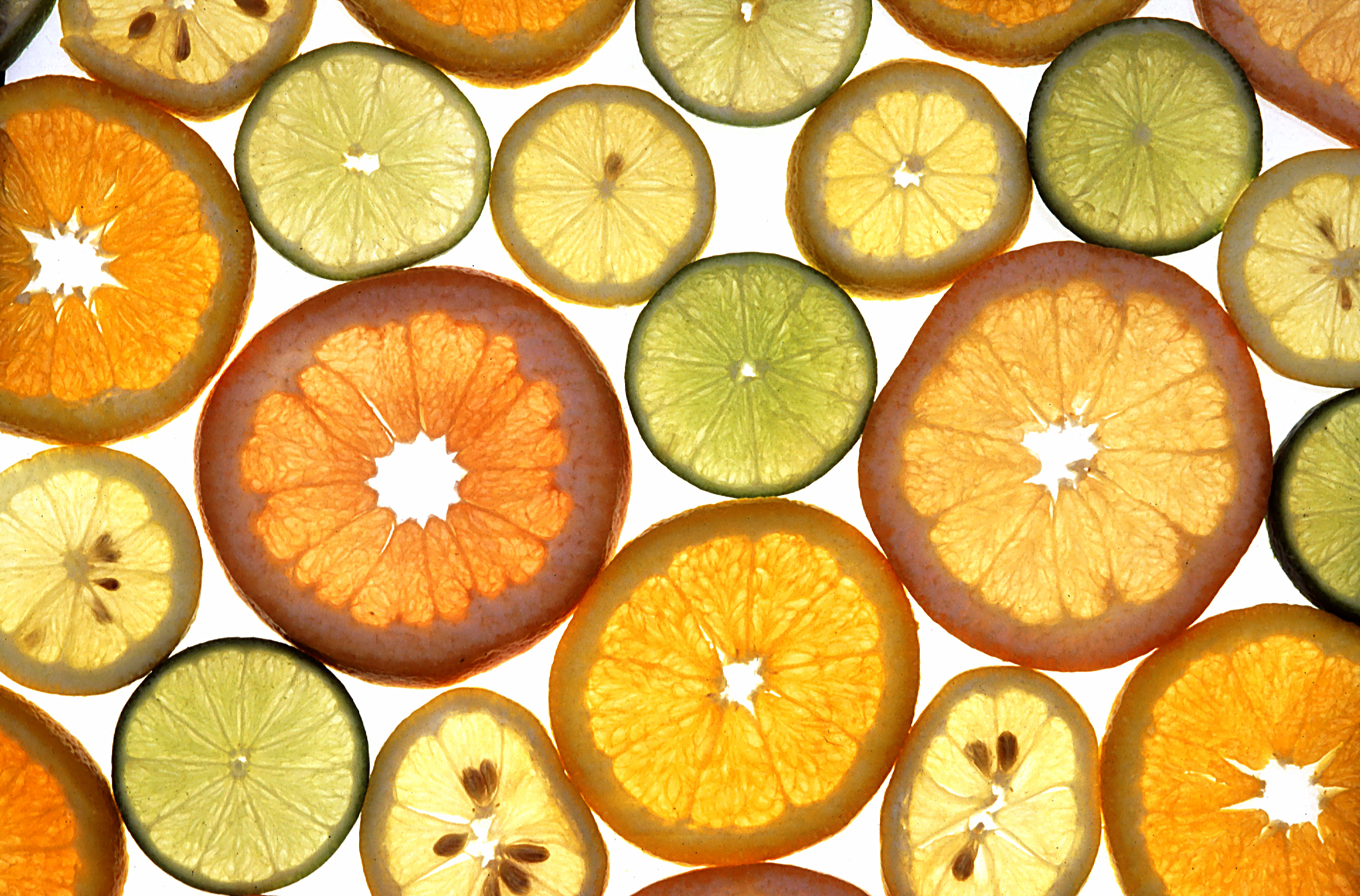
Los limones, naranjas, limas y otros cítricos poseen altas concentraciones de ácido cítrico.

El ácido cítrico existe en una variedad de frutas y verduras, sobre todo en frutas cítricas. Los limones y las limas tienen concentraciones particularmente altas del ácido. El ácido cítrico puede constituir tanto como el 8% del peso seco de estas frutas (alrededor de 47 g/l en los zumos). Las concentraciones de ácido cítrico en las frutas cítricas oscilan entre 0,005 mol/L para naranjas y pomelos a 0,30 mol/L en limones y limas; estos valores varían dentro de las especies según el cultivar y las circunstancias en las que se cultivó la fruta.

## Obtención del ácido cítrico
El ácido cítrico se obtiene principalmente en la industria gracias a la fermentación de azúcares como la sacarosa o la glucosa, realizada por un microhongo llamado Aspergillus niger. El proceso de obtención tiene varias fases, que incluyen la preparación del sustrato de melaza, la fermentación aeróbica de la sacarosa por el Aspergillus, la separación del ácido cítrico del sustrato por precipitación al añadir hidróxido de calcio o cal apagada, para formar citrato de calcio. Después, se añade ácido sulfúrico, para recuperar la molécula de ácido cítrico y retirar el calcio como sulfato de calcio. La eliminación de impurezas se realiza con carbón activado y resinas de intercambio catiónico y aniónico, y se continúa con la cristalización del ácido cítrico, el secado o deshidratación, luego se separa por tamaño de partícula y finalmente se empaca el producto. El producto anhidro es muy higroscópico, por lo que debe guardarse a baja temperatura y con humedad relativa; de lo contrario, se forman terrones del ácido.[cita requerida]

## Producción mundial de ácido cítrico
Cerca del 92% de la producción mundial de ácido cítrico es elaborado en la Unión Europea, Estados Unidos, China, Brasil y Colombia. La planta instalada en Colombia se encuentra en la ciudad de Palmira y tiene una capacidad de producción de 40 000 toneladas por año. [cita requerida]

## Ciclo del ácido cítrico
El citrato es un intermediario en el ciclo del ácido cítrico, también conocido como ciclo TCA (ácido tricarboxílico) o ciclo de Krebs, una vía metabólica central para animales, plantas y bacterias. La citratosintetasa cataliza la condensación de oxalacetato con acetilCoA para formar citrato. El citrato luego actúa como sustrato para la aconitasa y se convierte en ácido aconítico. El ciclo termina con la regeneración de oxalacetato. Esta serie de reacciones químicas es la fuente de dos tercios de la energía derivada de los alimentos en los organismos superiores. Hans Adolf Krebs recibió el Premio Nobel de Fisiología o Medicina de 1953 por el descubrimiento.
Algunas bacterias (especialmente Escherichia coli) pueden producir y consumir citrato internamente como parte de su ciclo TCA, pero no pueden usarlo como alimento porque carecen de las enzimas necesarias para importarlo a la célula. Después de decenas de miles de evoluciones en un medio mínimo de glucosa que también contenía citrato durante el Experimento a largo plazo de la evolución de E. Coli de Richard Lenski, una variante de E. coli evolucionó con la capacidad de crecer aeróbicamente en citrato. Zachary Blount, un estudiante de Lenski, y sus colegas estudiaron estas E. coli "Cit+"  como modelo de cómo evolucionan nuevos rasgos. Encontraron evidencia de que, en este caso, la innovación fue causada por una rara mutación de duplicación debido a la acumulación de varias mutaciones previas "potenciadoras", cuya identidad y efectos aún están bajo estudio. La evolución del rasgo Cit+ se ha considerado un ejemplo notable del papel de la contingencia histórica en la evolución.

### Otras funciones biológicas
El citrato se puede transportar fuera de las mitocondrias y hacia el citoplasma, luego se descompone en acetil-CoA para la síntesis de ácidos grasos y en oxaloacetato. El citrato es un modulador positivo de esta conversión y regula alostéricamente la enzima acetil-CoA carboxilasa, que es la enzima reguladora en la conversión de acetil-CoA en malonil-CoA (el paso de compromiso en la síntesis de ácidos grasos). En resumen, el citrato se transporta al citoplasma, se convierte en acetil-CoA, que luego se convierte en malonil-CoA por la acetil-CoA carboxilasa, que es modulada alostéricamente por el citrato.
Altas concentraciones de citrato citosólico pueden inhibir la fosfofructoquiinasa, el catalizador de un paso limitante de la glucólisis. Este efecto es ventajoso: las altas concentraciones de citrato indican que hay un gran suministro de moléculas precursoras biosintéticas, por lo que no es necesario que la fosfofructocinasa continúe enviando moléculas de su sustrato, la fructosa 6-fosfato, a la glucólisis. El citrato actúa aumentando el efecto inhibidor de las altas concentraciones de ATP, otra señal de que no es necesario realizar la glucólisis.
El citrato es un componente vital del hueso y ayuda a regular el tamaño de los cristales de apatita.

## Síntesis de otros compuestos orgánicos
El ácido cítrico es un precursor versátil de muchos otros compuestos orgánicos. Las rutas de deshidratación dan ácido itacónico y su anhídrido. El ácido citracónico se puede producir mediante la isomerización térmica del anhídrido de ácido itacónico. El anhídrido de ácido itacónico requerido se obtiene por destilación en seco de ácido cítrico. El ácido aconítico se puede sintetizar por deshidratación de ácido cítrico usando ácido sulfúrico:
(HO2CCH2)2C(OH)CO2H  →  HO2CCH=C(CO2H)CH2CO2H  +  H2O
El ácido acetondicarboxílico también se puede preparar por descarbonilación de ácido cítrico en ácido sulfúrico fumante.

## Usos

### En alimentación

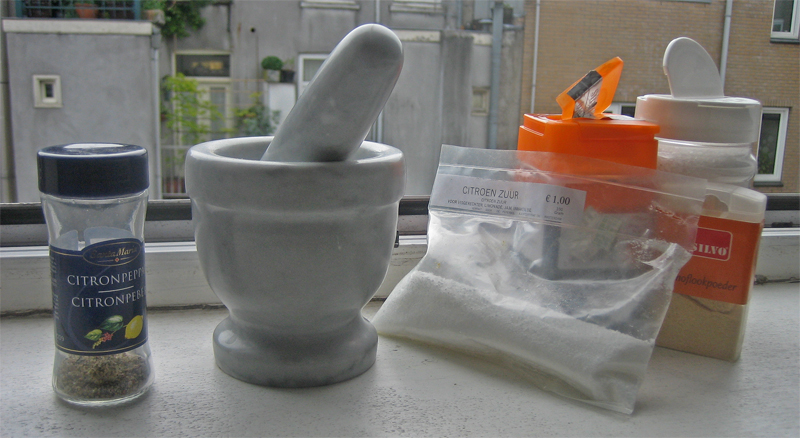
Ácido cítrico en polvo usado para preparar un condimento de limón y pimienta.

Debido a que es uno de los ácidos comestibles más fuertes, el uso dominante del ácido cítrico en alimentación  es como conservante en alimentos y bebidas y como saborizante, especialmente en refrescos y dulces. En la Unión Europea el ácido cítrico cuando se usa como aditivo alimentario se puede denotar en el etiquetado de los alimentos con el número E330 (A nivel FAO/OMS  se identifica con el número INS 330). Las sales de citrato de varios metales se utilizan para entregar esos minerales en una forma biológicamente disponible en muchos suplementos dietéticos. El ácido cítrico tiene 247 kcal por cada 100 g. En los Estados Unidos, los requisitos de pureza para el ácido cítrico como aditivo alimentario están definidos por el Código de productos químicos alimentarios (Food Chemicals Codex), publicado por la Farmacopea de los Estados Unidos (United States Pharmacopoeia).
El ácido cítrico se puede agregar al helado como agente emulsionante para evitar que las grasas se separen, al caramelo para evitar la cristalización de la sacarosa o en recetas en lugar del jugo de limón fresco. El ácido cítrico se usa con bicarbonato de sodio en una amplia gama de fórmulas efervescentes, tanto para la ingestión (p. ej., polvos y tabletas) como para el cuidado personal (p. ej., sales de baño, bombas de baño y limpieza de grasa). El ácido cítrico que se vende en forma de polvo seco se vende comúnmente en mercados y tiendas de comestibles como "sal agria", debido a su parecido físico con la sal de mesa. Tiene uso en aplicaciones culinarias, como alternativa al vinagre o jugo de limón donde se necesite un ácido puro. El ácido cítrico se puede usar en colorantes alimentarios para equilibrar el nivel de pH de un tinte normalmente básico. cr

### Agente de limpieza y quelante

Estructura de un complejo de citrato de hierro (III).

El ácido cítrico es un excelente agente quelante que une metales haciéndolos solubles. Se utiliza para eliminar y desalentar la acumulación de cal en calderas y evaporadores.[14] Se puede usar para tratar el agua, lo que lo hace útil para mejorar la eficacia de los jabones y detergentes para ropa. Al quelar los metales en agua dura, permite que estos limpiadores produzcan espuma y funcionen mejor sin necesidad de ablandar el agua. El ácido cítrico es el ingrediente activo de algunas soluciones de limpieza para baños y cocinas. Una solución con una concentración de seis por ciento de ácido cítrico eliminará las manchas de agua dura del vidrio sin fregar. Puede usarse en el champú para eliminar la cera y la coloración del cabello. Ilustrativo de sus capacidades quelantes, el ácido cítrico fue el primer eluyente exitoso utilizado para la separación total de intercambio iónico de los lantánidos durante el Proyecto Manhattan en la década de 1940. En la década de 1950, fue reemplazado por el mucho más eficiente EDTA. En la industria, se utiliza para disolver el óxido del acero y pasivar los aceros inoxidables.

### En cosmética y productos de higiene
El ácido cítrico se utiliza como acidulante en cremas, geles y líquidos. Utilizado en alimentos y suplementos dietéticos, puede clasificarse como coadyuvante de procesamiento si se agregó para un efecto técnico o funcional (por ejemplo, acidulante, quelante, viscosificante, etcétera). Si todavía está presente en cantidades insignificantes y el efecto técnico o funcional ya no está presente, puede estar exento del etiquetado en los Estados Unidos (21 CFR §101.100(c)).
El ácido cítrico es un alfa hidroxiácido y es un ingrediente activo en las exfoliaciones químicas de la piel.
El ácido cítrico se usa como uno de los ingredientes activos en la producción de pañuelos faciales con propiedades antivirales.

### Otros usos
Las propiedades tamponadoras de los citratos se utilizan para controlar el pH en productos de limpieza y productos farmacéuticos para el hogar.
El ácido cítrico se usa como una alternativa inodora al vinagre blanco para teñir telas con tintes ácidos.
El citrato de sodio es un componente del reactivo de Benedict, utilizado tanto para la identificación cualitativa como cuantitativa de los azúcares reductores.
El ácido cítrico se puede utilizar como alternativa al ácido nítrico en la pasivación del acero inoxidable.
El ácido cítrico se puede utilizar como un baño de parada de bajo olor como parte del proceso de revelado de películas fotográficas. Los reveladores fotográficos son alcalinos, por lo que se usa un ácido suave para neutralizar y detener su acción rápidamente, pero el ácido acético comúnmente usado deja un fuerte olor a vinagre en el cuarto oscuro.
El ácido cítrico/citrato de sodio y potasio se puede usar como regulador del ácido en la sangre.
El ácido cítrico es un excelente fundente para soldar, ya sea seco o como una solución concentrada en agua. Debe retirarse después de soldar, especialmente con alambres finos, ya que es levemente corrosivo. Se disuelve y se enjuaga rápidamente en agua caliente.
El ácido cítrico se puede usar como amortiguador para aumentar la solubilidad de la heroína marrón (brown).

## Seguridad
Aunque es un ácido débil, la exposición al ácido cítrico puro puede causar efectos adversos. La inhalación puede causar tos, dificultad para respirar o dolor de garganta. La ingestión excesiva puede causar dolor abdominal y dolor de garganta. La exposición de soluciones concentradas a la piel y los ojos puede causar enrojecimiento y dolor. El consumo prolongado o repetido puede causar erosión del esmalte dental.